# 伯內特島

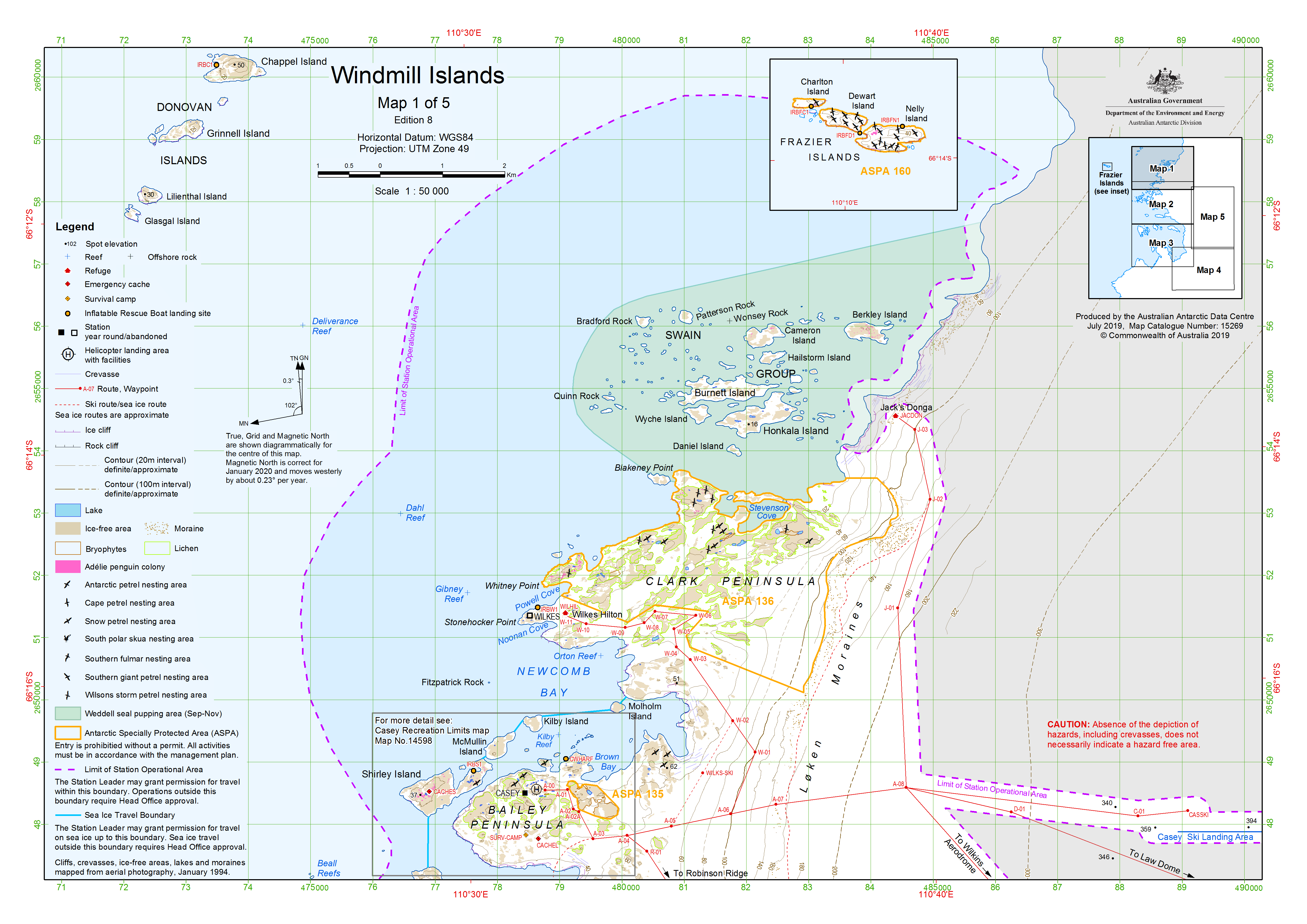
伯內特島地图

伯內特島（英語：Burnett Island）是南極洲的島嶼，位於威爾克斯地，處於洪卡拉島以北，屬於斯溫群島的一部分，長2公里，根據美國海軍拍攝空中照片繪入地圖，現時由南極條約體系管理。